# Massa monoisotopica
In chimica si definisce massa monoisotopica di una molecola la massa molecolare di quella molecola calcolata prendendo per ogni elemento la massa esatta dell'isotopo più abbondante in natura di quell'elemento.
Esempi: 
La massa monoisotopica di una molecola di idrogeno H2 sarà 2 M(1H) = (2×1,007825 u) = 2,015650 u, 
mentre la massa molecolare di H2 è 2 M(H) = (2×1,00794 u) = 2,01588 u.
La massa monoisotopica di una molecola di acqua H2O sarà 2 M(1H) + M(16O) = (2×1,007825 u) + 15,994915 = 18,010565 u, 
mentre la massa molecolare di H2O è 2 M(H) + M(O) = (2×1,00794 u) + 15,9994 u = 18,01528 u.